# Dafydd Jones
Pour les articles homonymes, voir Jones.
Pas d'image ? Cliquez ici

a Compétitions nationales et continentales officielles uniquement.

b Matchs officiels uniquement.
Dernière mise à jour le 29 octobre 2021.
Dafydd Aled Rees Jones, connu sous le nom de Dafydd Jones, est né le 24 juin 1979 à Aberystwyth (Pays de Galles). C’est un joueur de rugby à XV, qui joue avec l'équipe du pays de Galles entre 2002 et 2009, évoluant au poste de troisième ligne (1,98 m pour 108 kg).

## Carrière
Il a disputé son premier test match le 9 novembre 2002, contre l'équipe des Fidji.
Jones a participé à la Coupe du monde 2003 (5 matches, défaite en quarts de finale).
Il joue avec les Llanelli Scarlets en Coupe d'Europe (6 matches en 2004-05) et en Celtic league.

## Palmarès
- 42 sélections
- Sélections par année : 3 en 2002, 12 en 2003, 11 en 2004, 2 en 2005, 1 en 2006, 5 en 2008, 8 en 2009.
- Tournois des Six Nations disputés : 2002, 2003, 2004, 2005, 2006 et 2009
- Grand Chelem en 2005